# Pleurotomella simillima
Pleurotomella simillima é uma espécie de gastrópode do gênero Pleurotomella, pertencente a família Raphitomidae.